# Scapanes australis
Scapanes australis är en skalbaggsart som beskrevs av Jean Baptiste Boisduval 1835. Scapanes australis ingår i släktet Scapanes och familjen Dynastidae.

## Underarter
Arten delas in i följande underarter:
- S. a. salomenensis
- S. a. grossepunctatus
- S. a. brevicornis

## Bildgalleri

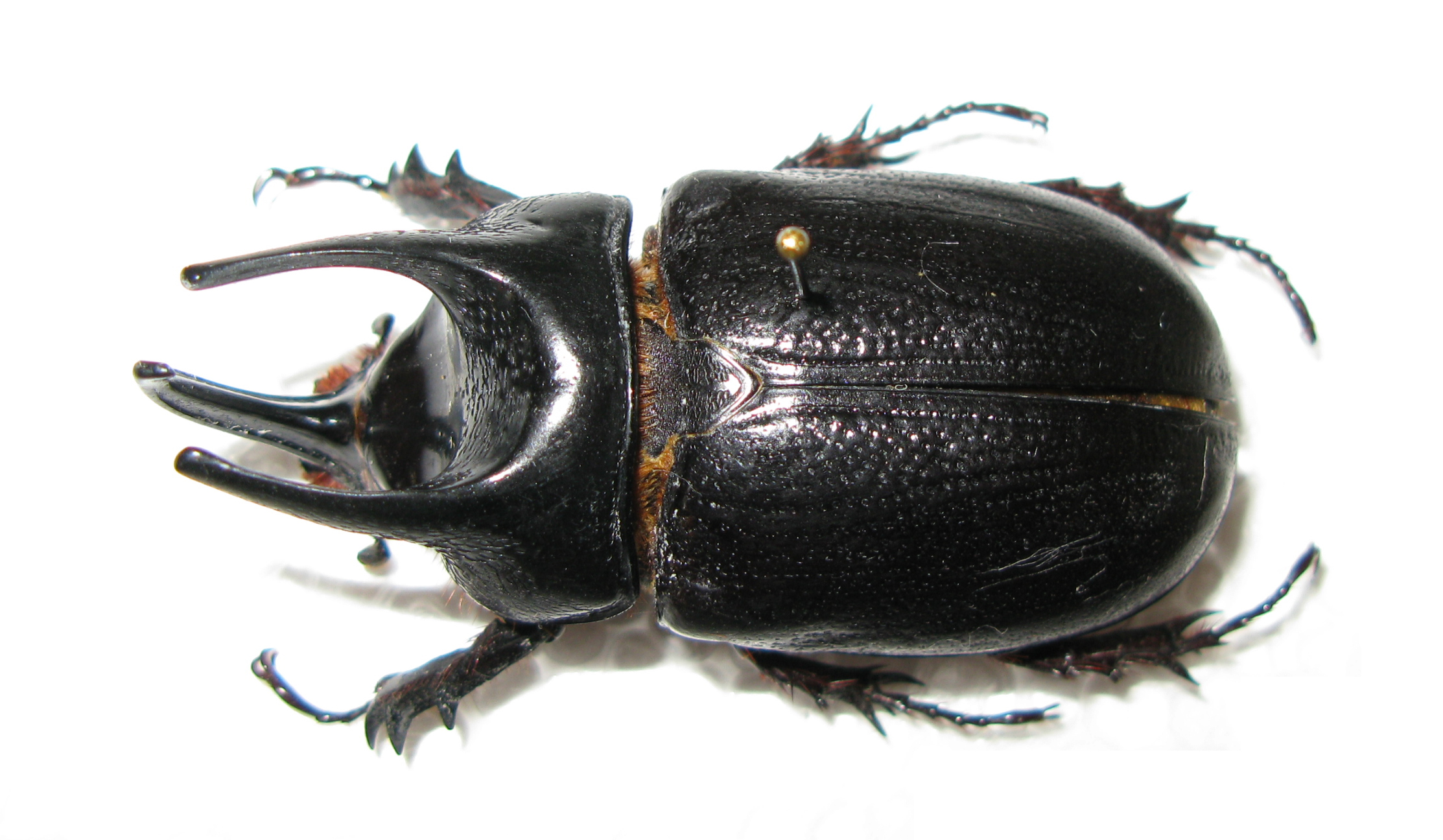
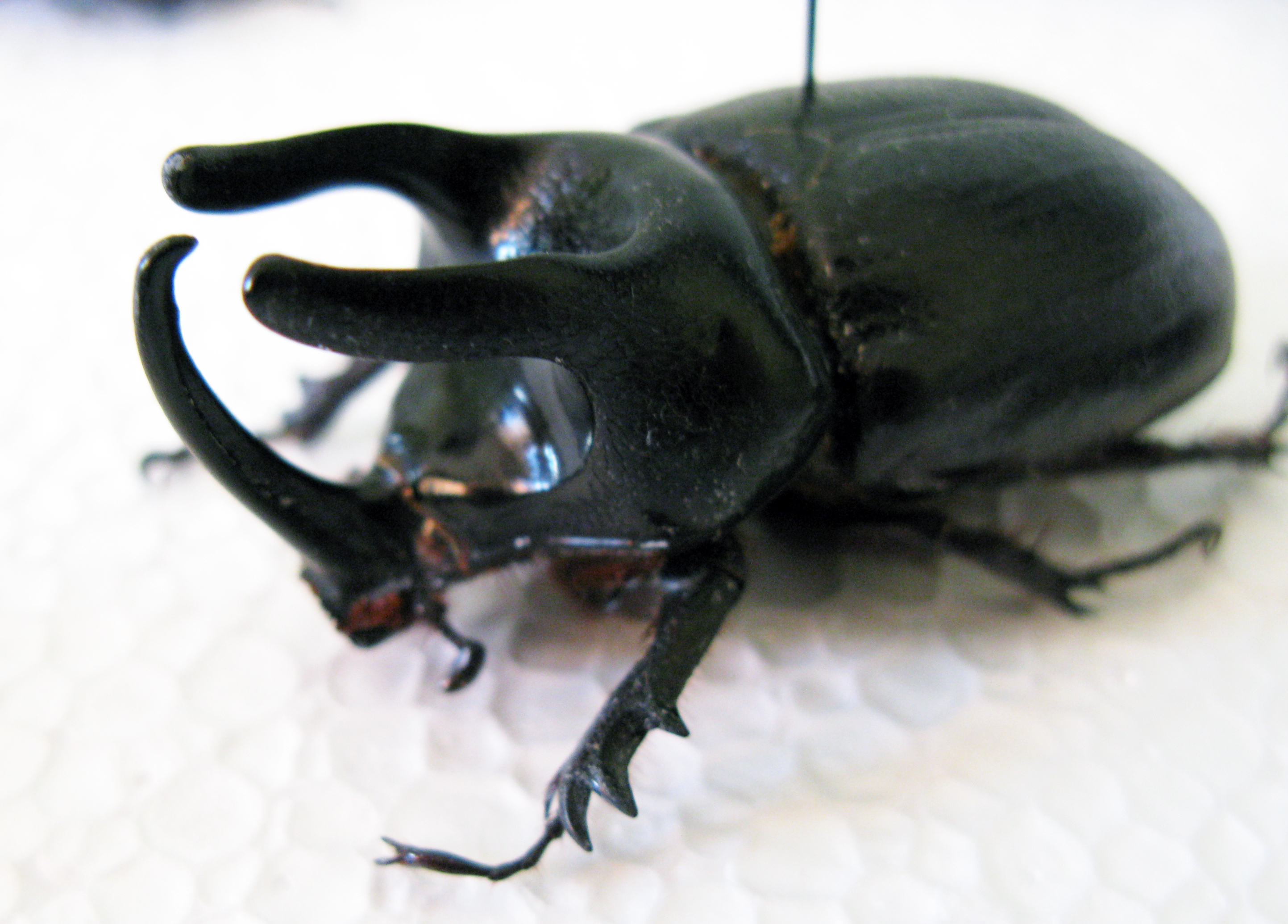
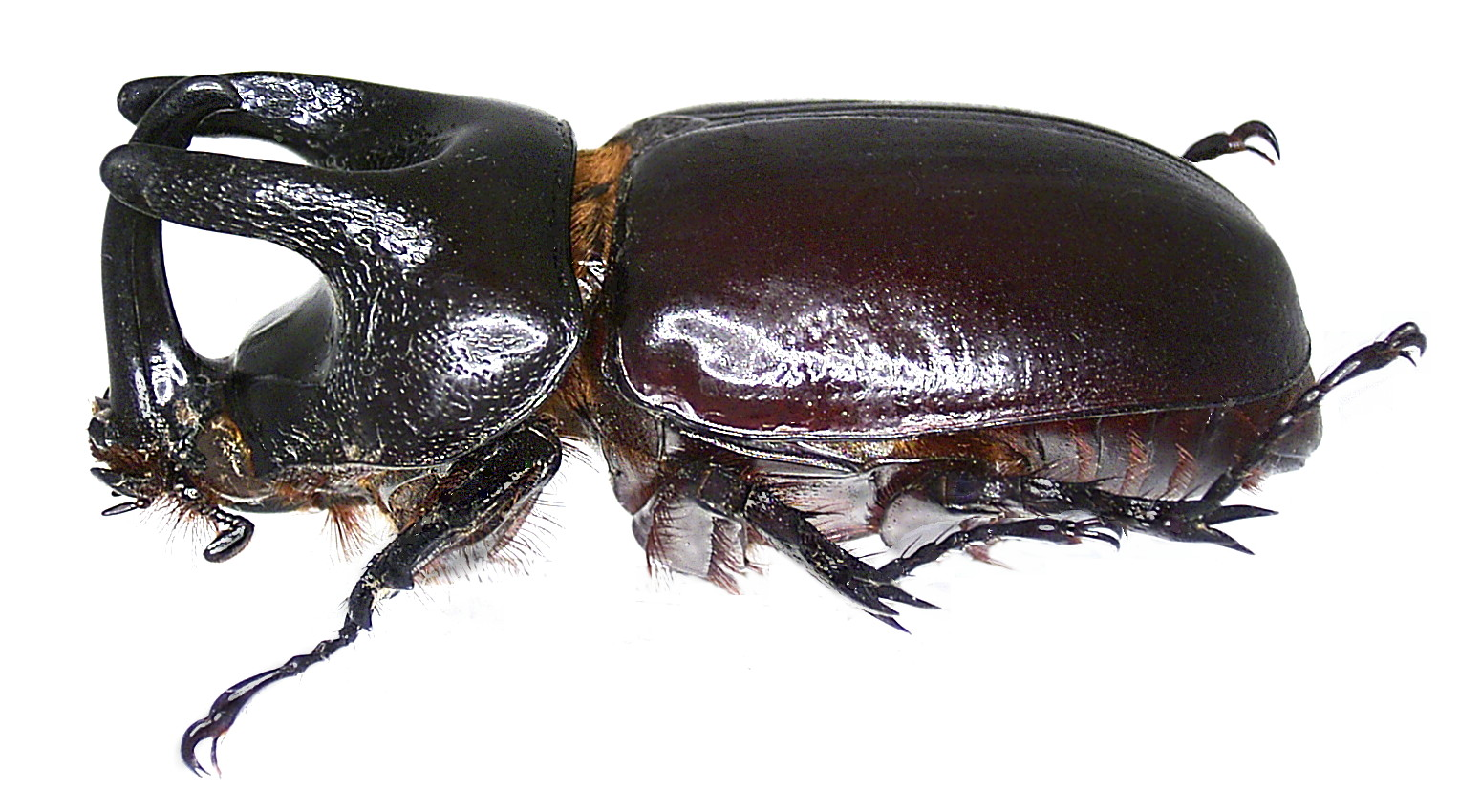
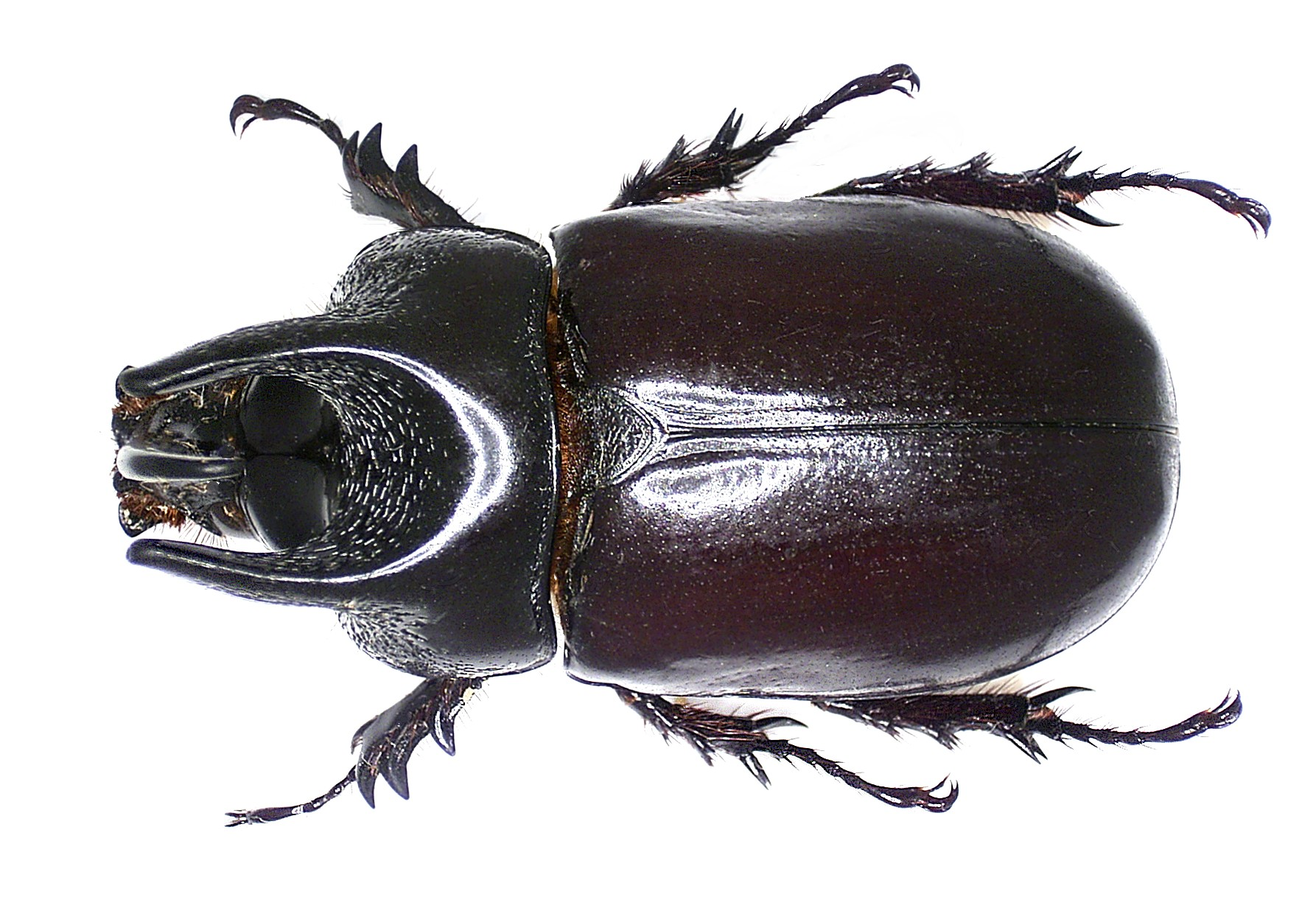
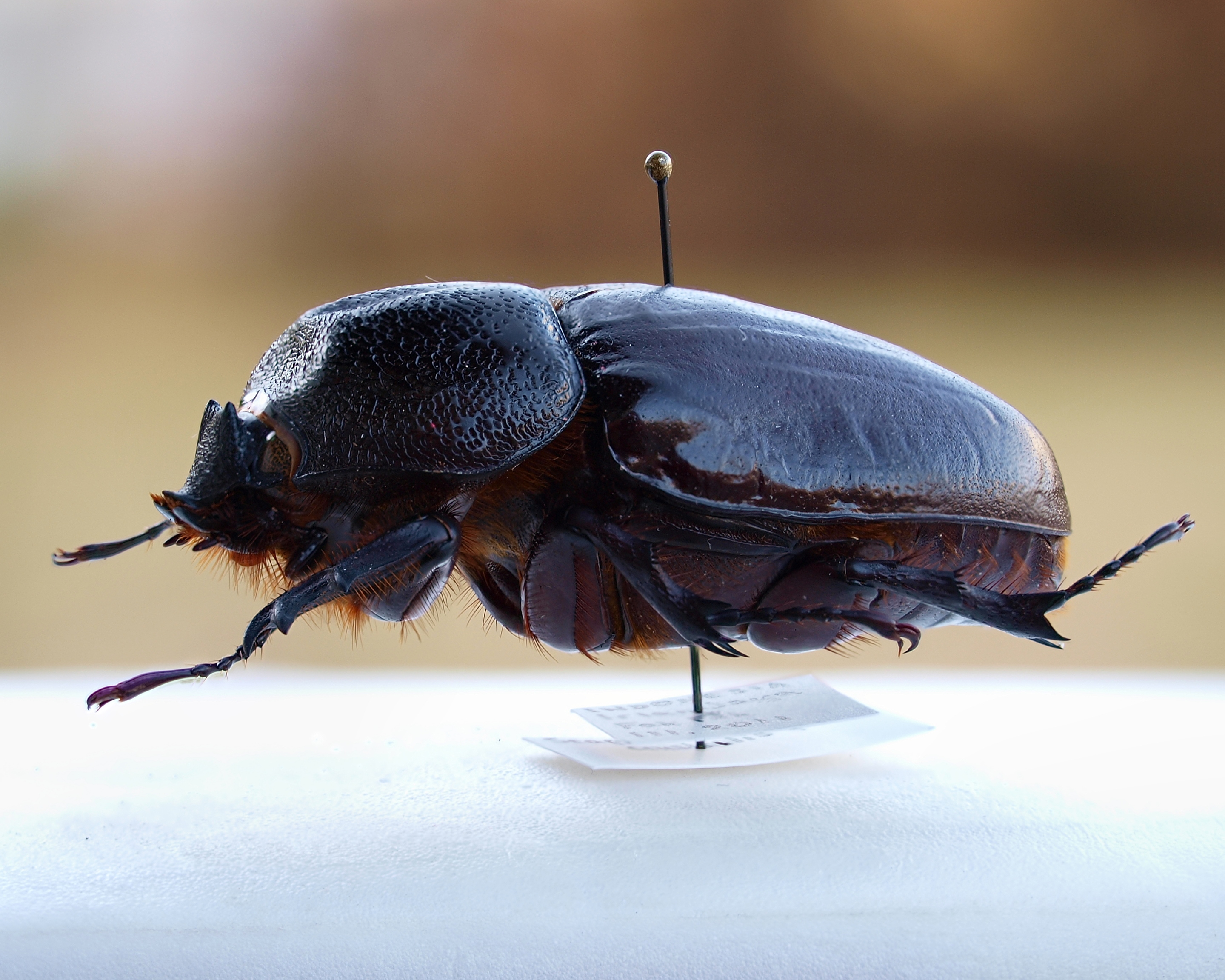
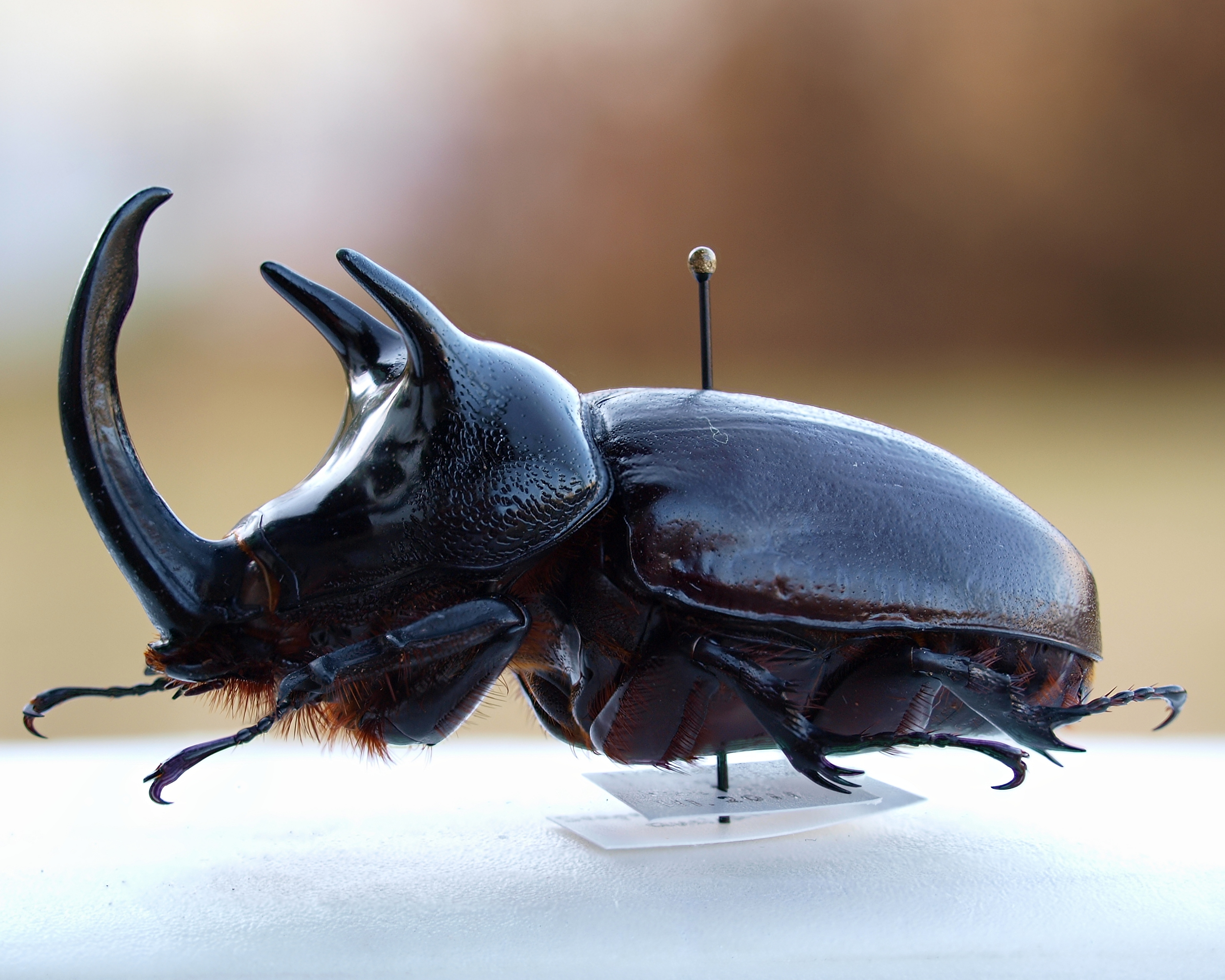